# Inverigo

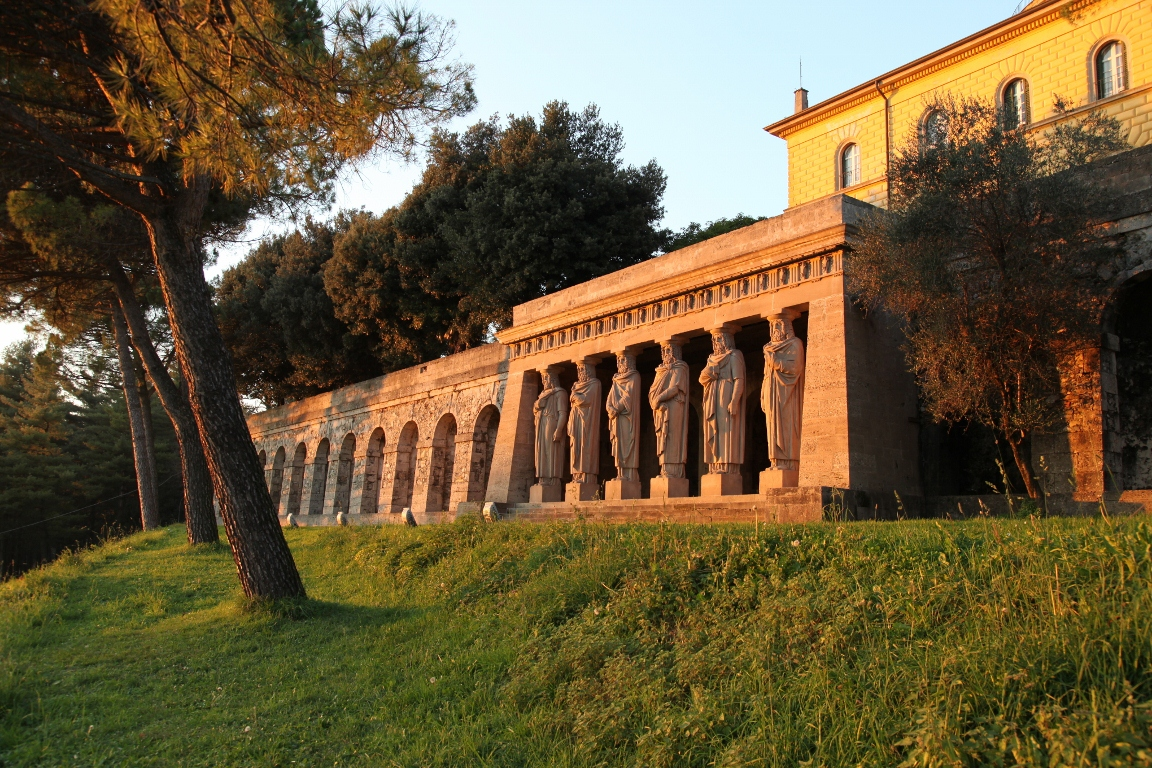
Villa La Rotonda

Inverigo ist eine norditalienische Gemeinde (comune) mit 9247 Einwohnern (Stand 31. Dezember 2023) in der Provinz Como in der Lombardei. 

## Geographie
Die Gemeinde liegt etwa 13 Kilometer südöstlich von Como und etwa 30 Kilometer nordnordöstlich von Mailand inmitten der Brianza am Rand des Parco della Valle del Lambro. Der Lambro fließt östlich der Gemeinde. Inverigo grenzt unmittelbar an die Provinzen Lecco und Monza und Brianza.

## Wirtschaft und Verkehr
Mehrere holzverarbeitende Betriebe finden sich in der Gemeinde. Die Firma Suomy stellt hier Motorradzubehör her. Nördlich der Gemeinde verläuft die ehemalige Staatsstraße 342,  südöstlich die Staatsstraße 36. An der Bahnstrecke Milano–Asso besteht ein Bahnhof.

## Sehenswürdigkeiten

### Sakralbauten
- Pfarrkirche Sant’Ambrogio
- Kirche San Lorenzo
- Kirche San Biagio
- Wallfahrtskirche Santa Maria della Noce
- Oratorium Sankt Andrea al Navello

### Zivilbauten
- Villa La Rotonda, Architekt Luigi Cagnola
- Castello Crivelli
- Villa Perego, Architekt Carlo Giuseppe Merlo, 1794–1796 erbaut von Architekt Simone Cantoni
- Villa Mezzanotte; Wohnhaus von Paolo Mezzanotte, Architekt des Palazzo delle Borse in Mailand

## Söhne und Töchter der Stadt
- Alberto Cova (* 1958), Olympiasieger über 10.000 Meter
- Luigi Cagnola (1762–1833), Architekt, in Inverigo verstorben

## Sport
1978 war Inverigo Etappenort des Giro d’Italia.